# Margaretha (voornaam)
De meisjesnaam Margaretha komt van het Griekse woord voor "parel", margarite. Oorspronkelijk komt het waarschijnlijk van het Babylonische woord mâr galliti, "dochter van de zee" of "kind van licht".
Varianten van de naam Margaretha zijn onder meer: Margareta, Margarita, Margriet, Greet(je), Greta, Grete, Gretchen, Griet(je), Marguerite, Margot, Margoton, Goton, Margaret(e), Margret, Margreet, Margreeth, Margreta, Margretha, Małgorzata, Margaret, Margery, Madge, Meg, Meta, Marga, Marge.

## Bekende naamdraagsters
- Margaretha van Antiochië, rooms-katholiek heilige en martelares met naamdag 20 juli
- Margaretha van Leuven, ook bekend als Fiere Margriet, rooms-katholiek zalige met naamdag 2 september

Adel
- Margaretha van Anjou (1430-1482), koningin van Engeland
- Margaretha van Bourgondië (1374-1441)
- Margaretha van Constantinopel = Margaretha II van Vlaanderen
- Margaretha I van Denemarken (1353-1412), koningin van Denemarken, Noorwegen en Zweden
- Margaretha II van Denemarken (1940), koningin van Denemarken
- Margaretha (II) van Henegouwen
- Margaretha van Hongarije, dochter van Béla IV
- Margaretha van Male
- Margaretha van Oostenrijk (1480-1530)
- Margaretha van Oostenrijk (1584-1611)
- Margaretha van Parma
- Margaretha van Schotland (ca. 1045-1093)
- Margaretha I van Schotland, jonkvrouw van Noorwegen, koningin van Schotland (1286-1290)
- Margaretha van Valois (1492-1549), hertogin van Alençon en Perche en koningin-gemalin van Navarra
- Margaretha van Valois (1553-1615), koningin van Frankrijk en Navarra
- Margaretha van York

Bekende personen
- Greet Rouffaer
- Marga Klompé, Nederlandse oud-minister
- Prinses Margriet, oud-voorzitter Rode Kruis
- Margaret Thatcher, politicus
- Margaret Mead, auteur
- Greetje Kauffeld, zangeres
- Greta Garbo, actrice
- Margaretha Guidone

## Fictieve naamdraagsters
- Margaret Campbell, schoolhoofd uit de film Freedom Writers

## Andere namen met dezelfde betekenis
- Pearl